# Indonesia Masters Super 100
Das Indonesia Masters Super 100 (nicht zu verwechseln mit dem Indonesian Masters) ist eine offene internationale Meisterschaft von Indonesien im Badminton. Es wurde erstmals 2018 ausgetragen.

## Sieger
| Saison    | Herreneinzel          | Dameneinzel                     | Herrendoppel                                        | Damendoppel                                | Mixed                                                 |
| --------- | --------------------- | ------------------------------- | --------------------------------------------------- | ------------------------------------------ | ----------------------------------------------------- |
| 2018      | Ihsan Maulana Mustofa | Minatsu Mitani                  | Chang Ko-chi Lu Chia-bin                            | Ayako Sakuramoto Yukiko Takahata           | Rinov Rivaldy Pitha Haningtyas Mentari                |
| 2019      | Sun Feixiang          | Wang Zhiyi                      | Ou Xuanyi Zhang Nan                                 | Siti Fadia Silva Ramadhanti Ribka Sugiarto | Guo Xinwa Zhang Shuxian                               |
| 2020 2021 | abgesagt              | abgesagt                        | abgesagt                                            | abgesagt                                   | abgesagt                                              |
| 2022      | Leong Jun Hao         | Gao Fangjie                     | Rahmat Hidayat Pramudya Kusumawardana               | Rui Hirokami Yuna Kato                     | Jiang Zhenbang Wei Yaxin                              |
| 2023 I    | Kiran George          | Ester Nurumi Tri Wardoyo        | Sabar Karyaman Gutama Mohamed Reza Pahlevi Isfahani | Lanny Tria Mayasari Ribka Sugiarto         | Yap Roy King Valeree Siow                             |
| 2023 II   | Takuma Obayashi       | Tomoka Miyazaki                 | Kenya Mitsuhashi Hiroki Okamura                     | Lanny Tria Mayasari Ribka Sugiarto         | Jafar Hidayatullah Aisyah Salsabila Putri Pranata     |
| 2024 I    | Moh. Zaki Ubaidillah  | Riko Gunji                      | Chaloempon Charoenkitamorn Worrapol Thongsa-Nga     | Jesita Putri Miantoro Febi Setianingrum    | Jafar Hidayatullah Felisha Alberta Nathaniel Pasaribu |
| 2024 II   | Alwi Farhan           | Ni Kadek Dhinda Amartya Pratiwi | Rahmat Hidayat Yeremia Erich Yoche Yacob Rambitan   | Hsieh Pei-shan Hung En-tzu                 | Amri Syahnawi Nita Violina Marwah                     |